# تیوسیانات
تیوسیانات (به انگلیسی: Thiocyanate) با فرمول شیمیایی −[SCN]  یک ترکیب شیمیایی با شناسه پاب‌کم ۹۳۲۲ است. که جرم مولی آن ۵۸٫۰۸۲۴ g/mol می‌باشد.
از عوامل مهاری بر جذب یون ید از طریق transporter تیروئید است همراه با کلرات.

## تیوسانات جیوه
تیوسانات جیوه یکی از مهم ترین تیوسانات موجود است به خاطر آزمایش مار فرعون که آزمایش مشهوری میباشد.
تیوسیانات جیوه با توجه به ساختار بلوری و مونو کلیک آن، به صورت پودر جامد سفید رنگ یا زرد روشن یا خاکستری بدون بو یافت می شود که نقطه ی ذوب و تجزیه برابر با ۱۶۵ درجه سانتی دارد. این ماده شیمیایی تحت شرایط معمولی و بسته به درصد خلوص آن، پایداری شیمیایی دارد و از طرفی، احتمال ایجاد واکنش خطرناک آن را می توان در تماس آن با اسید ها مشاهده کرد که گاز های بسیار سمی آزاد می کند.

## نگارخانه

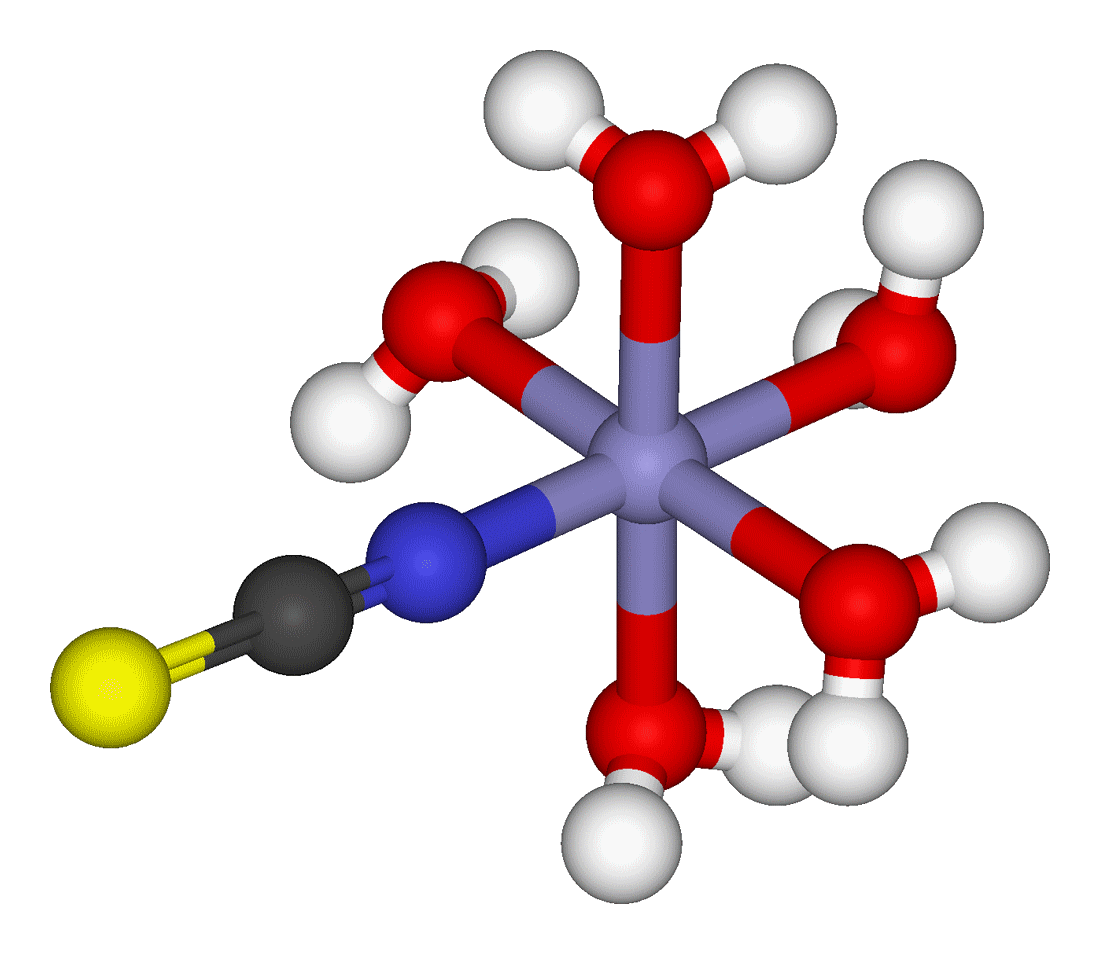
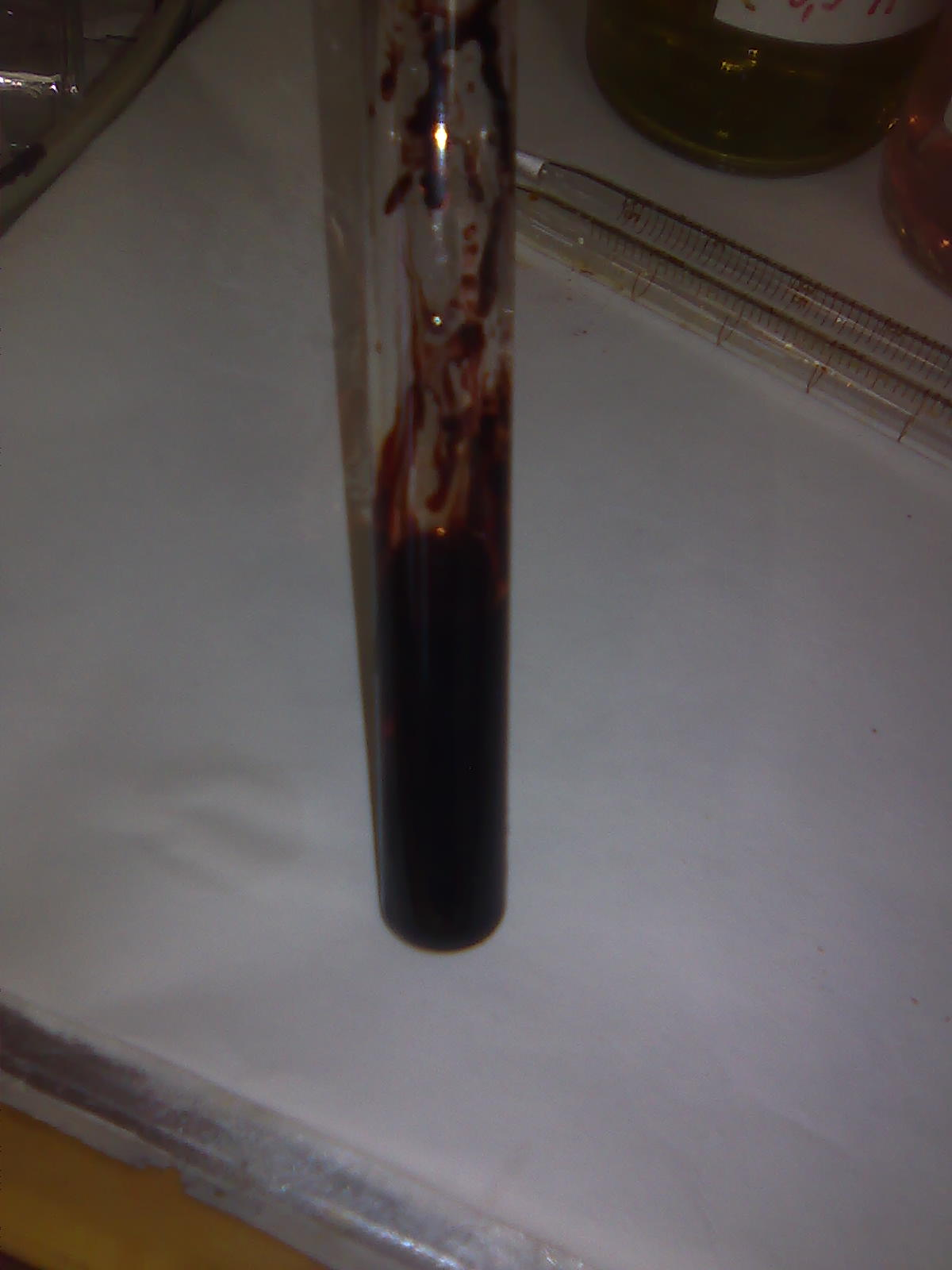